# Salia anthippe
Salia anthippe är en fjärilsart som beskrevs av Druce 1891. Salia anthippe ingår i släktet Salia och familjen nattflyn. Inga underarter finns listade.